# USS Gettysburg (CG-64)
USS Gettysburg (CG-64) osamnaesta je raketna krstarica klase Ticonderoga u službi američke ratne mornarice.

## Vanjske poveznice
- gettysburg.navy.mil  Arhivirana inačica izvorne stranice od 28. prosinca 2008. (Wayback Machine)